# Der Adler von Flandern
Der Adler von Flandern er en tysk stumfilm fra 1918 af Carl Froelich.

## Medvirkende
- Ernst Hofmann som Günther Ellinghaus
- Esther Carena som Clemense de Montignon
- Heinz Sarnow som d'Aubigny
- Gustav Botz
- Olga Engl